# Палмер (Канзас)
Палмер (енгл. Palmer) град је у америчкој савезној држави Канзас.

## Демографија
По попису из 2010. године број становника је 111, што је 3 (2,8%) становника више него 2000. године.
| Група             | 2000.       | 2010.      |
| Белци             | 104 (96,3%) | 96 (86,5%) |
| Афроамериканци    | 0 (0,0%)    | 0 (0,0%)   |
| Азијати           | 0 (0,0%)    | 0 (0,0%)   |
| Хиспаноамериканци | 3 (2,8%)    | 15 (13,5%) |
| Укупно            | 108         | 111        |